# Erdeborn
Erdeborn este o comună din landul Saxonia-Anhalt, Germania.